# Cidade de Hormuz Ardexir
A cidade de Hormuz Ardexir (em persa: شهر هرمز اردشیر) é um vestígio arqueológico persa da Era Sassânida]]. Atualmente está localizado na província do Cuzistão, no sudoeste do Irã/Pérsia. Acredita-se que Ezzatollah Negahban primeiro se referiu ao local como a cidade de Hormuz Ardaxir. Ele havia descoberto muitos artefatos de cerâmica sassânida na região. Acredita-se que foi originalmente construída por Artaxer I, o fundador do Império Sassânida (224–651), sobre as ruínas da cidade aquemênida de Tareiana.